# Millard Webb
Pour les articles homonymes, voir Webb.
Millard Webb, né le 6 décembre 1893 à Clay City et mort le 21 avril 1935 à Los Angeles, est un scénariste et réalisateur américain.

## Biographie
Millard Webb dirige 20 films entre 1920 et 1933. Le plus connu est Jim le harponneur sorti en 1926, film d'aventures de l'époque du muet avec Dolores Costello et John Barrymore. Webb réalise également l'un des premiers films parlants produit par Florenz Ziegfeld, Glorifying the American Girl 1929, distribué par la Paramount.
Né à Clay City dans le Kentucky, Millard Webb meurt à Los Angeles en Californie.

## Filmographie

### Comme réalisateur
- 1920 : The Fighting Shepherdess
- 1921 : Oliver Twist, Jr.
- 1921 : Hearts of Youth
- 1922 : Where's My Wandering Boy Tonight?
- 1924 : Her Marriage Vow
- 1924 : The Dark Swan
- 1925 : My Wife and I
- 1925 : The Golden Cocoon
- 1924 : An Affair of the Follies
- 1926 : Jim le harponneur (The Sea Beast)
- 1927 : The Love Thrill
- 1927 : Naughty But Nice
- 1927 : The Drop Kick
- 1928 : Honeymoon Flats
- 1929 : Gentlemen of the Press (en)
- 1929 : The Painted Angel
- 1929 : Glorifying the American Girl
- 1930 : Her Golden Calf (1930)
- 1931 : The Happy Ending (1931)
- 1933 : The Woman Who Dared (en)

### Comme assistant-réalisateur
- 1916 : Let Katie Do It de Chester M. Franklin et Sidney Franklin
- 1916 : The Children in the House de Chester M. Franklin, Sidney Franklin
- 1916 : Going Straight (en) de Chester M. Franklin et Sidney Franklin
- 1916 : The Little School Ma'am de Chester M. Franklin, Sidney Franklin
- 1917 : Le Sauveur du ranch (The Man from Painted Post) de Joseph Henabery
- 1919 : Les Dents du tigre (The Teeth of the Tiger) de Chester Withey
- 1920 : The Inferior Sex de Joseph Henabery

### Comme acteur
- 1916 : The Little School Ma'am de Chester M. Franklin, Sidney Franklin
- 1917 : Reaching for the Moon de John Emerson
- 1919 : Jackie la petite foraine (Molly of the Follies) de Edward Sloman

### Comme scénariste
- 1921 : Hearts of Youth de Tom Miranda et Millard Webb
- 1923 : Where the North Begins de Chester M. Franklin
- 1923 : Tiger Rose de Sidney Franklin
- 1924 : Her Marriage Vow de Millard Webb
- 1925 : My Wife and I de Millard Webb
- 1927 : The Love Thrill de Millard Webb
- 1929 : Glorifying the American Girl de John W. Harkrider et Millard Webb

## Source de la traduction
- (it) Cet article est partiellement ou en totalité issu de l’article de Wikipédia en italien intitulé « Millard Webb » (voir la liste des auteurs).